# Le Chandail rayé
Le Chandail rayé est un tableau réalisé par le peintre italien Amedeo Modigliani en 1918. Cette huile sur toile est le portrait à mi-cuisses d'un garçon assis sur une chaise devant un fond bleu. Lui-même vêtu de bleu marine, il porte un haut à rayures horizontales qui donne son titre à l'œuvre. Passée entre les mains de Paul Guillaume, la peinture est léguée en 1998 par Natasha Gelman au Metropolitan Museum of Art, à New York, dans l'État de New York, aux États-Unis.